# Строєшть (Мехедінць)
Строєшть, Строєшті (рум. Stroești) — село у повіті Мехедінць в Румунії. Входить до складу комуни Флорешть.
Село розташоване на відстані 256 км на захід від Бухареста, 28 км на північний схід від Дробета-Турну-Северина, 91 км на північний захід від Крайови.

## Населення
За даними перепису населення 2002 року у селі проживали 195 осіб, усі — румуни. Усі жителі села рідною мовою назвали румунську.